# コールドウェル・エドワーズ
コールドウェル・エドワーズ（英語: Caldwell Edwards, 1841年1月8日 - 1922年7月23日）は、アメリカ合衆国出身の政治家。所属政党は人民党。モンタナ州選出のアメリカ合衆国下院議員。

## 経歴・人物
1841年1月8日、エドワーズはニューヨーク州サフォーク郡サグハーバー村で生まれた。地元の学校を卒業後、乾物店でセールスマンと簿記係として数年間働いた。1864年にモンタナ州ボーズマンに移り、農業に従事するようになった。1901年から1905年までモンタナ州下院議員を務めた。
1900年、エドワーズは人民党から連邦下院議員選挙に出馬し、民主党からの支持も取り付けた。選挙の結果、エドワーズが28,710票を獲得し、当選を果たした。他の候補の得票は、共和党のS・G・マレーが23,307票、民主党・無所属のC・F・ケリーが9,443票、アメリカ社会民主主義が613票であった。また、同選挙で下院人民党はエドワーズ、トマス・グレン(ID-1)、ウィリアム・レッドヤード・スターク(NE-4)、ウィリアム・ネビル(NE-6)の4人が当選を果たした。エドワーズは1902年選挙へ出馬せず、政界を離れた。また、この第57議会を最後に人民党は下院議員の議席を失った。
政界引退後、エドワーズは自身が所有する牧場を経営した。1922年7月23日、脳卒中のため、サグハーバーの自宅で亡くなり、オークランド墓地に埋葬された。